# HD20431
HD20431 — хімічно пекулярна зоря спектрального класу A5, що має видиму зоряну величину в смузі V приблизно  7,4.
Вона  розташована на відстані близько 552,8 світлових років від Сонця.